# R. James Breiding
R. James Breiding (* 17. Oktober 1958) ist ein schweizerisch-amerikanischer Autor und Gründer der Investmentfirma Naissance Capital und der Non-Profit-Organisation S8nations.

## Biografie
Breiding wuchs in Cape Canaveral, Florida auf, wo sein Vater als Physiker am Apollo-Programm arbeitete. Er absolvierte das International Institute for Management Development in Lausanne und die Harvard Kennedy School.
Breiding arbeitete als Wirtschaftsprüfer und Senior Manager bei Price Waterhouse Coopers, als Direktor bei NM Rothschild & Sons und als Geschäftsführer bei Templeton Investment. Mit der Unterstützung von Sir John Templeton, Francois Mayer, Jacob Rothschild und anderen Investoren gründete er im Jahr 1999 Naissance Capital, eine Schweizer Boutique-Investmentfirma.
Breiding ist der Autor von Swiss Made: The Untold Story behind Switzerland’s Success und Too Small To Fail: Why Some Small Nations Outperform Larger Ones and How They Are Reshaping the World und Koautor von Wirtschaftswunder Schweiz. Er wurde vom Center for International Development der Harvard-Universität im Zusammenhang mit seiner Forschung über Swiss Made und Too Small to Fail als Fellow ausgewählt.
Im Zusammenhang mit Swiss Made führte Breiding mit Schweizer Botschaften und Handelskammern verschiedene Veranstaltungen durch. Ausserdem organisierte er Symposien und hielt Vorlesungen an Universitäten zur Erfolgsgeschichte der Schweiz. Im Jahr 2014 wurde Swiss Made von der Schweizer Kulturstiftung Pro Helvetia als das Buch ausgewählt, das die Schweizer Werte und Kultur am besten vermittelt.
Inspiriert von Too Small to Fail gründete Breiding im Jahr 2020 die Non-Profit-Organisation S8nations mit Hauptsitz in Zürich.
Seine Veröffentlichungen erscheinen unter anderem im Enconomist, in der Financial Times, den Foreign Affairs, dem Wall Street Journal und der New York Times.
Breiding wohnt in Zürich.

## Werke
- Swiss Made: The Untold Story behind Switzerland's Success. Profile Books, London 2013, ISBN 9781846685866.
- mit Gerhard Schwarz: Wirtschaftswunder Schweiz: Ursprung und Zukunft eines Erfolgsmodells. NZZ Libro, 3. Auflage, Zürich 2016, ISBN 978-3-03810-016-4.
- Too Small To Fail: Why Some Small Nations Outperform Larger Ones and How They Are Reshaping the World. HarperCollins, 2019, ISBN 978-9353023577.